# Ahmose-Pyramide
Die Ahmose-Pyramide ist eine zur Zeit des altägyptischen Königs Ahmose I. zwischen 1550 und 1525 v. Chr. im Tempel-Komplex von Abydos errichtete Pyramide. Sie war die einzige Königspyramide, die von Beginn an als Kenotaph (Scheingrab) und nicht als Grabmal geplant wurde. Die Ahmose-Pyramide war gleichzeitig die letzte Königspyramide in Ägypten, denn wie Ahmose I. wurde kein Nachfolger mehr in einer Pyramide bestattet. Sie ist heute eine Ruine und erscheint nur noch als flacher Geröllhügel.

## Erforschung
Der Komplex wurde erstmals von Arthur Mace und Charles T. Currelly zwischen 1899 und 1902 im Auftrag des Egypt Exploration Fund untersucht, die den Geröllhügel als Rest einer Pyramide identifizierten. Die Arbeiten blieben jedoch bruchstückhaft und lieferten nur einen groben Überblick über die Anlage und ihre Strukturen. Ausgrabungen konzentrierten sich auf den Pyramidentempel. Mace grub zudem einen Tunnel unter die Pyramide, um einen eventuell vorhandenen Unterbau zu finden. Currelly forschte auf dem Areal bis 1904 weiter.
Seit 1993 unternahm Stephen P. Harvey neue Ausgrabungen auf dem Komplex, die unter anderem eine Vielzahl von Relieffragmenten ergaben und die Natur der Tetischeri-Kapelle als Pyramide klären konnten. Bei diesen Grabungen wurden außerdem die Ruinen mehrerer Bauwerke des Tempelkomplexes freigelegt.

## Bauumstände

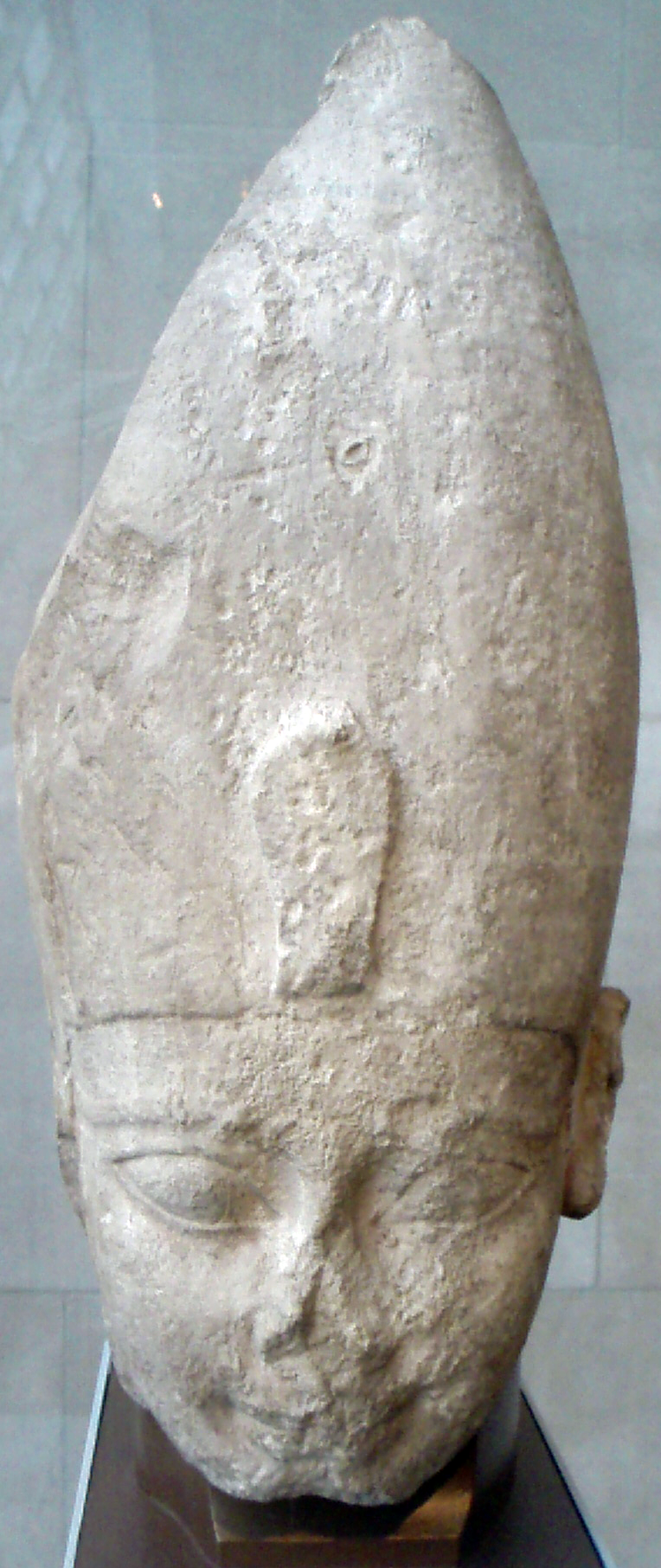
Kopf einer Ahmose-Statue

Nach seinem Sieg über die Hyksos, die über einen Zeitraum von mehr als 100 Jahren in Ägypten geherrscht hatten, erlangte Ahmose I. die vollständige Regierungsgewalt über das ganze Land (Ober- und Unterägypten) und begründete so das Neue Reich. Treibende Kraft hinter den Anstrengungen zur Reichseinigung scheint Ahmoses Großmutter Tetischeri gewesen zu sein.
Obwohl Abydos seit der Frühgeschichte Ägyptens ein bedeutender Standort für Kult- und Grabbauten war, war die Pyramide Ahmoses die erste große Pyramide, die dort errichtet wurde. Allerdings besaßen verschiedene Herrscher der 17. Dynastie dort Gräber in Form von Kleinpyramiden, die jedoch eine Basislänge von 10 m nicht überschritten. Die Anlage des Pyramiden- und Tempelkomplexes des Ahmose unterschied sich im Aufbau grundlegend von allen früheren Pyramidenkomplexen, da das typische Schema von Taltempel, Aufweg, Pyramidentempel und Pyramide hier nicht eingehalten wurde. Mit dem Terrassentempel und dem Osirisgrab wurden neue Elemente in den Aufbau des Pyramidenkomplexes eingeführt.
Das eigentliche, ursprüngliche Grab Ahmoses, welches bislang nicht lokalisiert wurde, lag vermutlich in Dra Abu el-Naga. Möglicherweise handelt es sich dabei um eine von Herbert E. Winlock 1913 entdeckte Kleinpyramide, doch wird dieses Grabmal von anderen Forschern auch Ahmoses Vorgänger Kamose oder seinem möglichen Sohn Ahmose Sapair zugeschrieben. Seine Mumie sowie die seiner Großmutter Tetischeri fanden sich in der Cachette von Deir el-Bahari, wohin sie in der 22. Dynastie zum Schutz vor Grabräubern verbracht wurden.
Der Ahmose-Kult um diese Pyramiden- und Tempelanlage ist durch eine Stele über einen Zeitraum von etwa 300 Jahren bis in die Zeit Ramses’ II. nachgewiesen. Die Inschrift bezeugt, dass ein Prozessionsboot des Ahmosekults den Anwohnern als Orakel des vergöttlichten Königs diente.

## Pyramide

1: Ahmose-Pyramide
2: Geröllhalde 3: Baurampe
4: Pyramidentempel 5: Tempel A
6: Tempel B 7: Tempel C

Die Pyramide hatte eine Basislänge von 52,5 m (entspricht 100 Königsellen) und bestand aus einem Geröll- und Sandkern, der mit einer Verkleidung aus feinem Kalkstein versehen war. Der lose Kern wurde dabei von den Verkleidungssteinen in Form gehalten und hatte keine eigene Stabilität. Mace fand bei Ausgrabungen noch zwei Lagen der Verkleidungssteine, aus denen ein Neigungswinkel von etwa 60° abgeleitet werden konnte, womit sie deutlich steiler war als die Pyramiden des Alten und Mittleren Reichs. So erreichte die Pyramide eine rekonstruierte Höhe von 45 m.
Nachdem die Verkleidungsschicht in späteren Zeiten ein Opfer des Steinraubs wurde, verlor der lose Kern seinen Zusammenhalt und sackte zu dem heute nur noch 10 m hohen Schuttkegel zusammen. Das Kernmaterial stammte möglicherweise aus dem Abraum des unterirdischen Osirisgrabs im südlichen Bereich des Komplexes.
Eine halbmondförmige Lehmziegel-Struktur zwischen der Nordseite der Pyramide und dem Pyramidentempel konnte durch Harveys Arbeiten als Überrest einer Baurampe identifiziert werden.
Die Pyramide weist als einzige der größeren Pyramiden keine Substruktur auf, womit eine Funktion als Grabbau ausgeschlossen werden kann. Mace trieb 1902 vergeblich einen Tunnel von der Nordseite unter die Ruine, um verborgene Gänge aufzuspüren. Auch spätere Untersuchungen konnten keine Substruktur unter der Pyramide entdecken. Gänge im Pyramidenkorpus können aufgrund des lockeren Gefüges der Geröll- und Sandbauweise des Kerns ausgeschlossen werden.

## Komplex

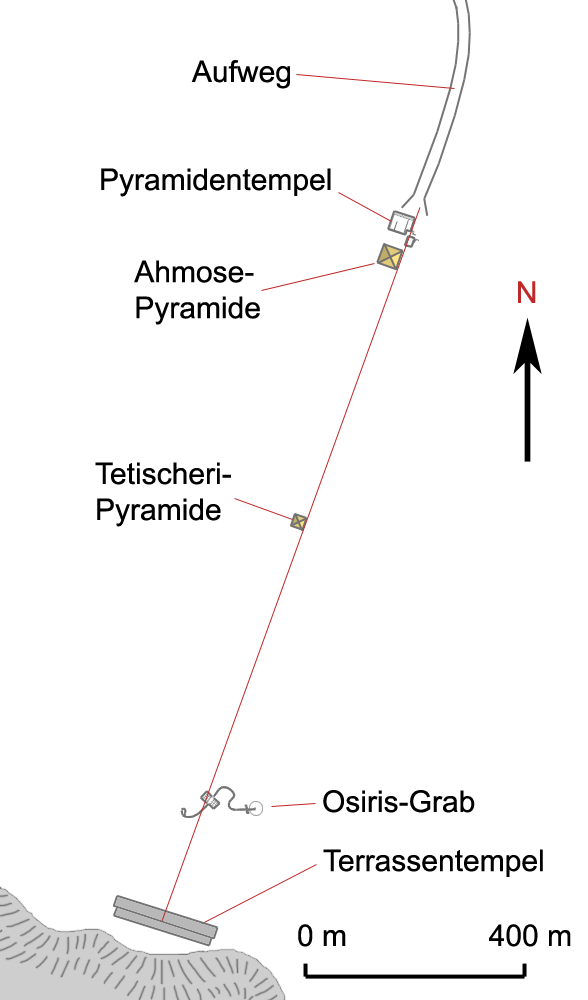
Lage der Pyramide im Tempelkomplex des Ahmose
Rot: imaginäre Orientierungslinie

Für den Komplex wurde ein bis dato im Pyramidenbau noch nie verwendeter Aufbau gewählt. Während der übliche Aufbau aus einem Taltempel im Bereich der Vegetationsgrenze und einer weiter in der Wüste gelegenen Pyramide bestand, war diese Pyramide mit den zugehörigen Tempeln am talseitigen Ende des Komplexes nahe der Überflutungsgrenze des Nils angeordnet. Weiter in der Wüste lagen eine kleinere Kenotaph-Pyramide sowie ein Osirisgrab und ein Terrassentempel. Die langgestreckte Anlage erinnert im Aufbau an das Osirisgrab, das Sesostris III. in Abydos anlegen ließ. Die Komponenten sind entlang einer Linie angeordnet und waren vermutlich über eine gerade Straße verbunden, die allerdings nicht mehr nachweisbar ist. Eine Umfassungsmauer wie bei früheren Pyramidenkomplexen üblich konnte nicht gefunden werden.

### Tempelkomplex
Der Pyramidentempel befand sich auf der Nordseite der Pyramide, grenzte aber nicht an diese. Das Bauwerk besaß dicke Mauern und einen Durchgang zu einem in der Mitte gelegenen Hof, an dessen Rückseite sich eine Säulenkolonnade befunden haben könnte. Neben dem Eingang fanden sich zwei Gruben, die möglicherweise mit jeweils einem Baum bepflanzt waren. Harvey fand im Tempelbereich über 2000 bemalte Relieffragmente, die Motive aus dem Kampf Ahmoses gegen die Hyksos zeigen und den Tempel zierten. Auf den Abbildungen finden sich die ältesten bekannten Darstellungen von Pferden mit Streitwagen in Ägypten.
Ein weiterer kleiner Tempel („Tempel A“) befand sich an der Nordostecke und diente zur Verehrung von Ahmose sowie seiner Schwester und Gattin, Ahmose Nefertari. Dieses Bauwerk wurde von einigen Forschern auf Grund der Lage fälschlich für eine Kultpyramide gehalten.
Direkt östlich davon sind die Überreste eines weiteren Tempels zu finden („Tempel B“), der Ahmose zugeordnet wird. Ein größerer Tempel („Tempel C“) befindet sich nördlich davon und grenzt an den Pyramidentempel, der Ahmose-Nefertari zugerechnet wird.
Im Osten angrenzend befinden sich die Ruinen eines Wirtschafts- oder Verwaltungsgebäudes. Allerdings sind die östlichen Teile des Gebäudekomplexes von einem neuzeitlichen moslemischen Friedhof überbaut und somit einer Erforschung nicht zugänglich.

### Pyramide der Tetischeri
Auf halbem Weg zwischen der Ahmose-Pyramide und dem Terrassentempel befinden sich die Überreste einer Ziegel-Struktur mit den Basismaßen 21 m × 23 m, die aufgrund von dort gefundenen Inschriften ursprünglich als Schrein von Ahmoses Großmutter Tetischeri interpretiert wurde. Ebenso wurde 1902 in den Ruinen eine Stele (CG 34002) gefunden, die auf die Pyramide und den Tempel Tetischeris verweist. Auf den darauf befindlichen Inschriften teilt Ahmose seiner Frau die Pläne zur Errichtung einer Gedenkpyramide für seine in Theben bestattete Großmutter mit.

„Ich bin es, der an die Mutter meiner Mutter (Ahhotep I.) und an die Mutter meines Vaters denkt, an die Große Königsgemahlin und Königsmutter, Tetischeri, selig. Sie hat ihre Grabkapelle noch auf der Erde von Theben und Abydos. Meine Majestät wünscht, dass man ihr eine Pyramide und einen Totentempel in der Nähe meiner Denkmäler im erhabenen Land errichtet. Der See des Totentempels wurde gegraben, die Bäume gepflanzt und Opfergaben festgesetzt, mit Äckern wurde er belehnt und mit Herden ausgestattet.“

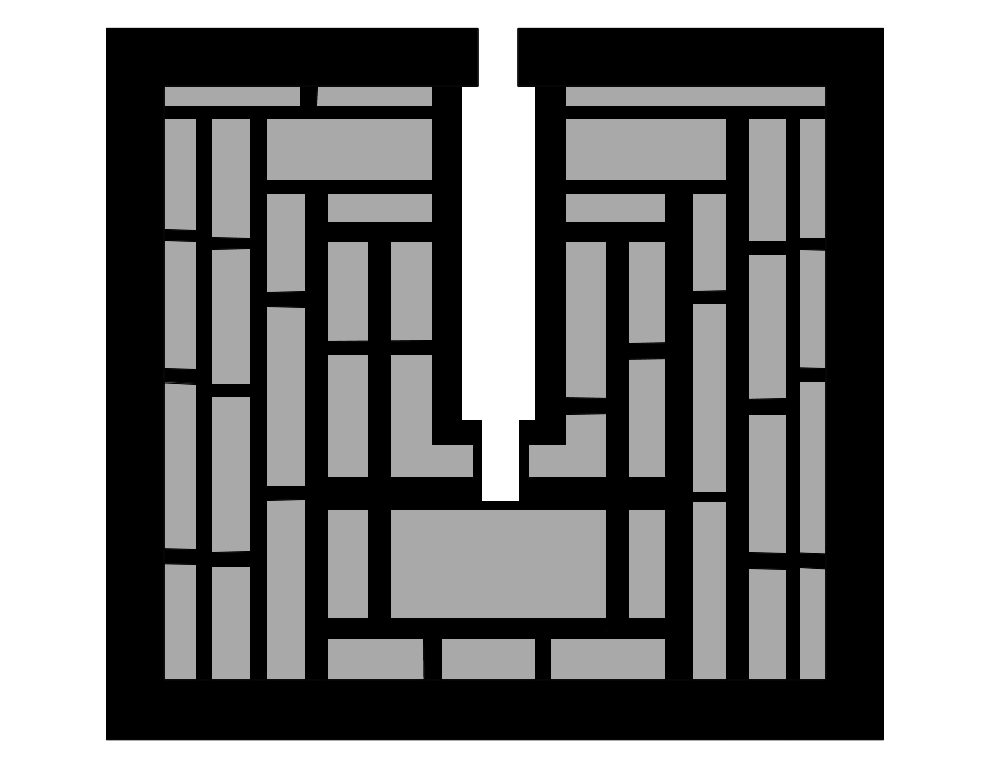
Kasematten-Fundament der Tetischeri-Pyramide

Zum Zeitpunkt des Fundes der Stele wurde vermutet, dass die Bezeichnung Pyramide nur symbolisch wäre, da die Ruinen damals noch nicht als Pyramidenbau erkannt waren. Der laut der Inschrift bei der Pyramide befindliche Garten und der künstlich angelegte See sind archäologisch noch nicht nachgewiesen.
Neuere Arbeiten von Harvey konnten nachweisen, dass es sich bei dem Bauwerk tatsächlich um eine Pyramide handelt. Ungewöhnlich ist jedoch, dass diese auf einem Fundament aus mit Geröll gefüllten Lehmziegel-Kasematten errichtet wurde. Ein Gang reicht bis in die Mitte dieses Kasemattenfundaments. Bei diesen Ausgrabungen wurden auch Fragmente des Pyramidions gefunden, womit der Nachweis eines ähnlichen Neigungswinkels wie bei der Ahmose-Pyramide möglich war. Diese Funde ermöglichten die Erklärung der Pyramidenbezeichnung für dieses Bauwerk im Text der oben erwähnten Stele. Zudem wurde auch eine aus Lehmziegeln bestehende Einfriedung von 90 m × 70 m um die kleine Pyramide gefunden. Innerhalb der Einfriedung befanden sich mehrere kleine Gebäude, deren Zweck noch nicht geklärt ist.

### Osirisgrab

Plan des Osirisgrabs
1: Eingang 2: Seitenkammern
3: Säulenhalle 4: Grotte

Im südlichen Viertel des Komplexes befand sich Ahmoses Osirisgrab. Dieses stellte ein symbolisches Grab des Totengottes Osiris dar, dessen im altägyptischen Mythos zerstückelter Körper über das ganze Land verteilt war. Ebenso kann es als Symbol für die Unterwelt angesehen werden.
Das Osirisgrab war in der Art dem des Sesostris III. ähnlich, aber sehr nachlässig und grob ausgeführt. Die Eingangsgrube war sehr unscheinbar und unterschied sich kaum von einem Grab eines gewöhnlichen Bürgers. Der gewundene unterirdische Gang war grob aus dem Felsen des Untergrunds gehauen. Kurz nach dem Eingang folgten zwei kleine seitliche Kammern. In der Mitte des Verlaufs erreichte der Gang eine Halle mit 18 aus dem Felsen stehen gelassenen Pfeilern, deren Höhe nur der des Gangs entsprach. Hinter der Halle führte der Gang stärker abfallend zu einer einfachen Grotte. Die Wände der Kammern und Gänge waren weder geglättet noch dekoriert. Das Osirisgrab ist quer zur Orientierungslinie von der Pyramide zum Terrassentempel ausgerichtet, an der die Bauten des Komplexes angeordnet sind.

### Terrassentempel
Am südlichen Ende befand sich vor der Steilwand der Klippen ein Terrassentempel. An diesem Tempel wurden vergrabene Votivgaben in Form von Keramikgefäßen, Modellen von Booten und Steinvasen gefunden. Der Tempel war über einen aus mehreren Treppen und trapezförmigen Räumen bestehenden Aufstieg zu betreten. Oben führte ein Korridor nach Süden zu einer kleinen Kammer, in der sich vermutlich eine auf einem Podest aufgestellte Herrscherstatue befand.

## Bedeutung
Mit der Ahmose-Pyramide endete das Zeitalter der Königspyramiden in Ägypten. Während die Wiederaufnahme des Pyramidenbaus im Mittleren Reich eine Reihe von Folgebauten nach sich zog, blieb es im Neuen Reich bei einem einzelnen Pyramidenbau. Bei keinem der auf Ahmose I. folgenden Herrscher konnte ein derartiges Bauprojekt nachgewiesen werden. Lediglich die nubischen Könige, die in der 25. Dynastie über Ägypten herrschten, bauten noch Gräber in Pyramidenform. Diese waren jedoch außerhalb des traditionell zu Ägypten zählenden Reichsgebiets gelegen. In Ägypten selbst wurden im Neuen Reich Privatgräber mit kleinen pyramidenförmigen Aufbauten versehen.